# Pitchipoï (film, 2015)
Pour plus de détails, voir Fiche technique et Distribution.
Pitchipoï est un film français réalisé par Charles Najman, sorti en 2015.

## Synopsis
Survivant des camps de la Shoah, le père de Julien Schulmann vient de mourir. Dans son testament, il demande que ses cendres soient dispersées sur sa terre d’origine.

## Fiche technique
- Titre : Pitchipoï
- Autre titre : Je suis un vagabond
- Réalisation : Charles Najman

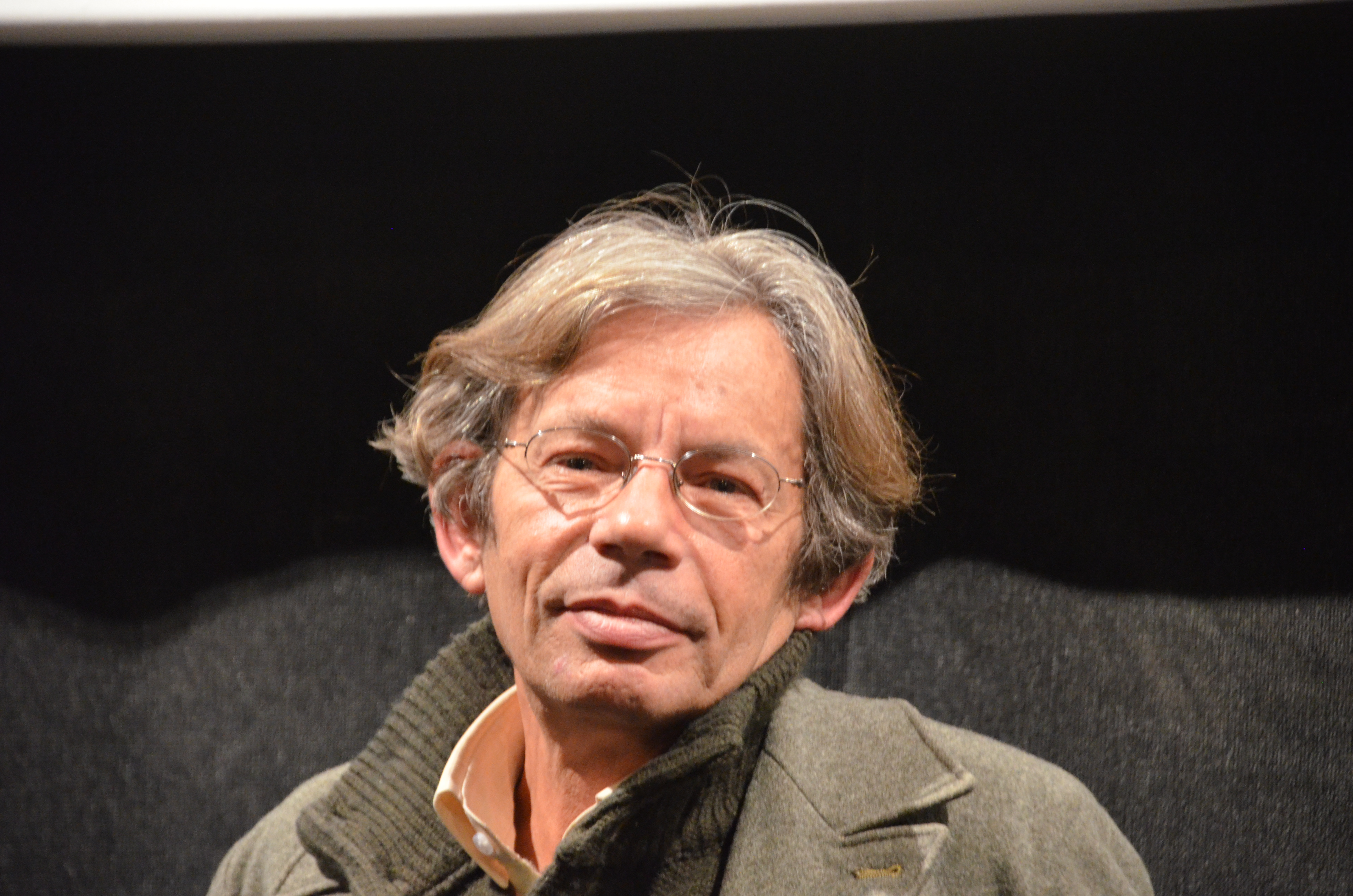
Charles Najman lors de l'avant-première de Pitchipoï à l'Espace Saint-Michel à Paris en février 2015.

- Scénario et dialogues : Charles Najman
- Photographie : Sylvain Verdet
- Décors : Bénédicte Walravens
- Son : Rosalie Revoyre, Mathieu Descamps, Bruno Tarrière
- Montage : Lise Beaulieu
- Production : Sedna Films
- Pays d'origine :  France
- Durée : 100 minutes
- Date de sortie :
  - France : 4 février 2015

## Distribution
- Xavier Gallais : Julien Schulmann
- Laurent Lacotte : Ari
- Sabrina Seyvecou : Sophie / Zoé
- Serge Merlin : Albert
- Michèle Moretti : Zocha
- Sarah Grappin : Esther
- Jackie Berroyer : Pierre Friedmann
- Denis Lavant : Pierre Schulmann
- Jean-Louis Coulloc'h : le troisième homme
- Olivier Loustau : Patrick
- Jacky Nercessian : le rabbin